# Harry Potter i Insygnia Śmierci: Część I (gra komputerowa)
Harry Potter i Insygnia Śmierci: Część I (ang. Harry Potter and the Deathly Hallows – Part 1) – komputerowa przygodowa gra akcji wyprodukowana i wydana w 2010 przez Electronic Arts. Jest oparta na książce oraz filmie pod tym samym tytułem. Jej akcja, w przeciwieństwie do poprzednich gier o Harrym Potterze, nie dzieje się w Hogwarcie, lecz na wielkich przestrzeniach (lasy, miasta).

## Fabuła
Harry Potter kończy 17 lat i zaklęcie ochronne jego matki przestaje działać. Zamiast wracać do Hogwartu decyduje się dokończyć misję Dumbledore’a: odnaleźć horkruksy Voldemorta i je zniszczyć. Naraża się tym samym na ataki śmierciożerców, szmalcowników i dementorów. Będą mu pomagać jego przyjaciele – Ron i Hermiona.

## Rozgrywka
Najnowsza gra z serii Harry Potter doczekała się wielu zmian i rozszerzeń. Akcja już nie toczy się w Hogwarcie, a na lasach, polach, elektrowniach i w wielu sławnych miejscach znanych z serii m.in.: Ministerstwo Magii, Grimmauld Place, dolina Godryka, dom Weasleyów, dom Lovegoodów, posiadłość Malfoyów czy główne dzielnice Londynu. W grze został użyty także szeroki zasób zaklęć, do których ma dostęp główny bohater. Zostało też dodanych wiele interakcji np.: zbieranie czarodziejskich gazet i kaset z nagraniami Freda i George’a, używanie eliksirów i peleryny-niewidki czy znajdowanie tytułowych Insygniów Śmierci. Gazety i wszelkie nagrania zapewniają nam dostęp do wielu informacji aktualnie dziejących się w świecie czarodziejów.
Równocześnie głównym celem gry nie jest już eksploracja, jak w przypadku pozostałych części, a uciekanie, zabijanie czy chronienie się przed wrogami.

## Odbiór gry
Gra otrzymała ogólnie negatywne oceny. Matacritic dało negatywną recenzję grze, wystawiając w wersji na PC 37/100. Natomiast takie strony internetowe jak Edge czy IGN wystawiły kolejno 3/10 i 2/10. Głównym krytykowanym elementem w grze było sprowadzenie całej fabuły z filmu do ciągłego strzelania i zabijania wrogów. Narzekano też na czas gry, której tryb fabularny trwa zaledwie 5-6 godzin. Mówiono, że gra jest niedopracowana. Były jednak elementy, które pochlebnie chwalono. Stwierdzono, że grafika stoi na bardzo przyzwoitym poziomie, a zbieranie kaset i czasopism może dostarczyć wielu ciekawych informacji, które nie zostały zawarte w filmie ani książce. Filmowy brytyjski dubbing też powszechnie chwalono. Polski dubbing również został bardzo doceniony przez polskich recenzentów.